# Nina Krivochein

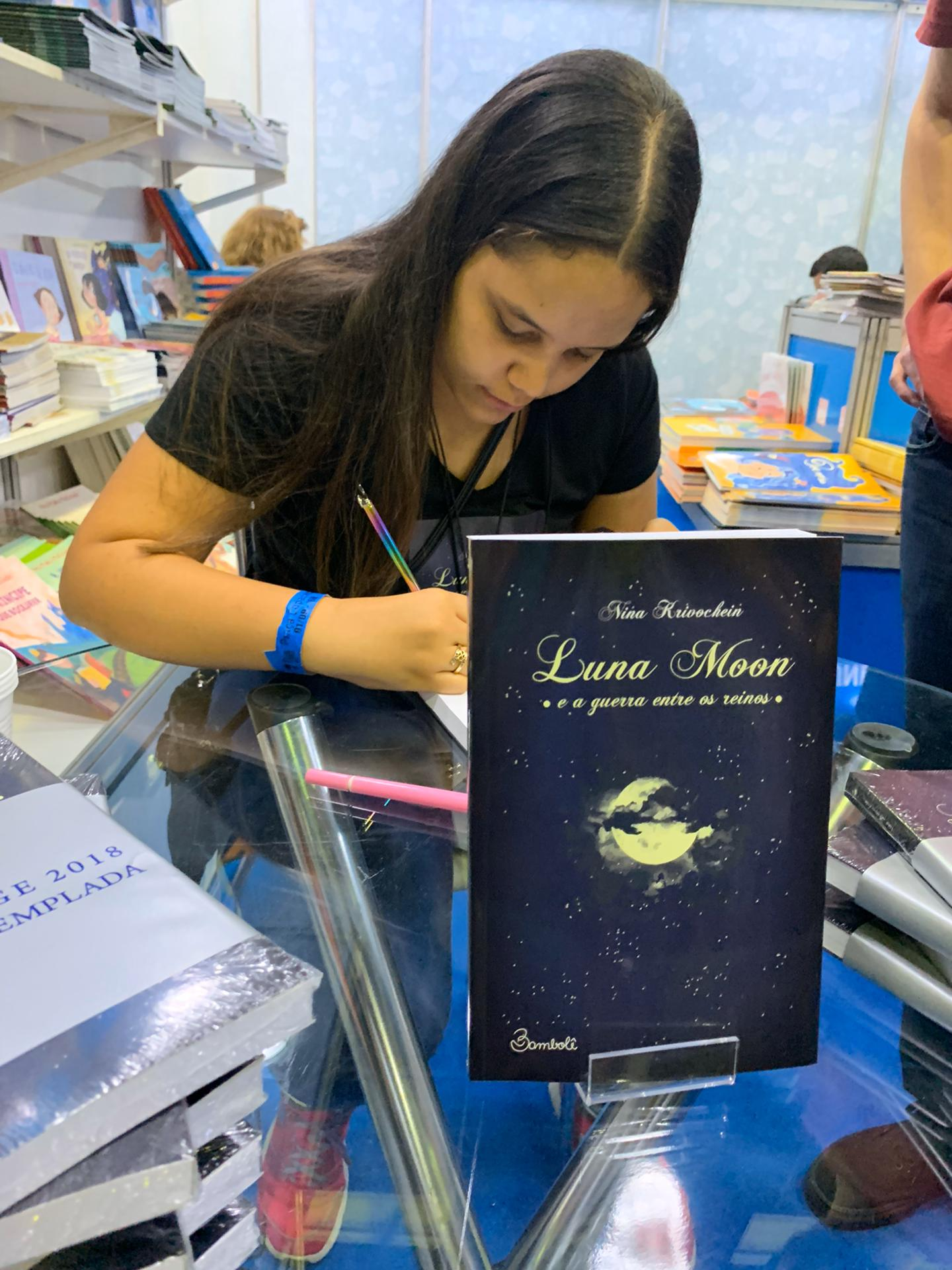
Nina na Bienal de 2019

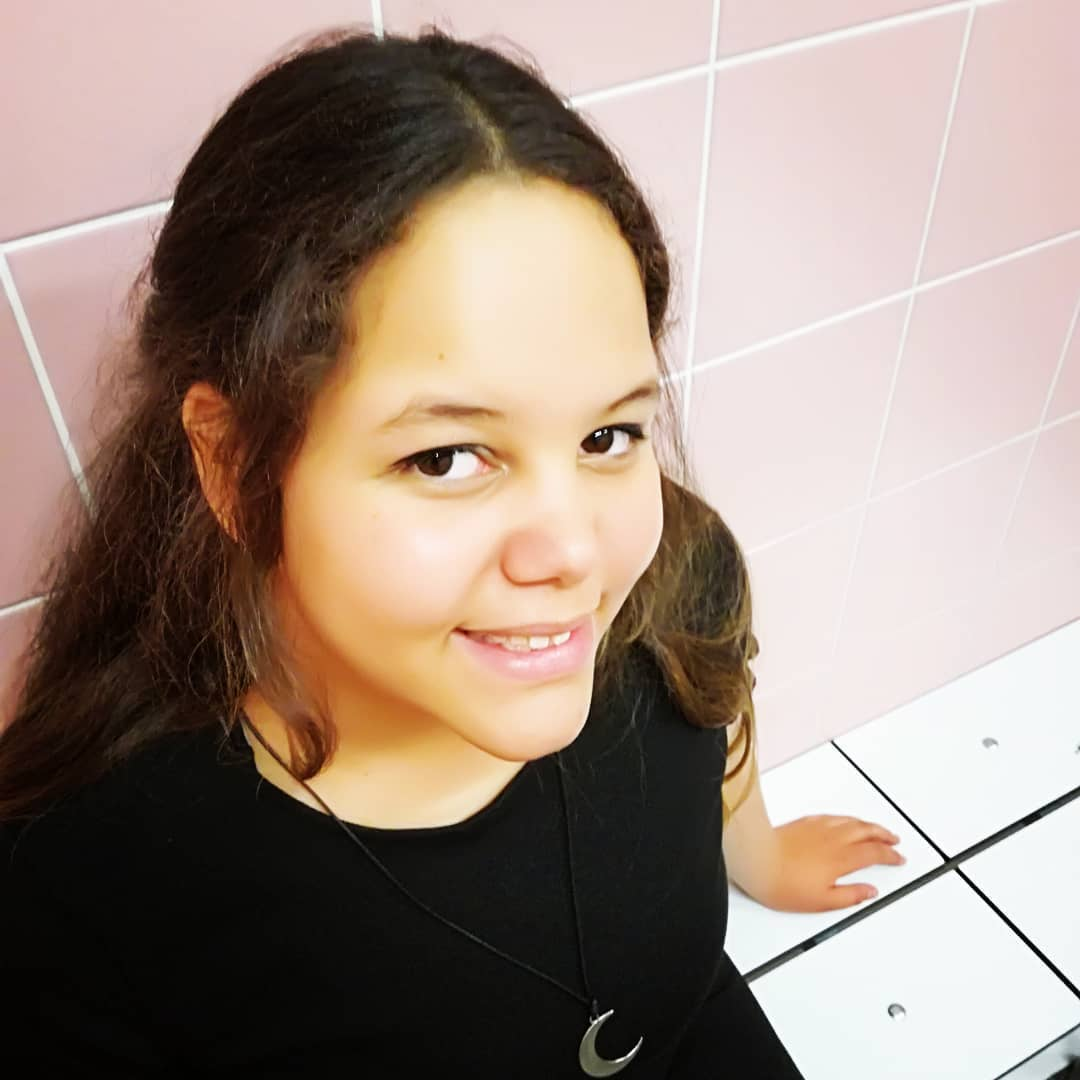
Nina Krivochein

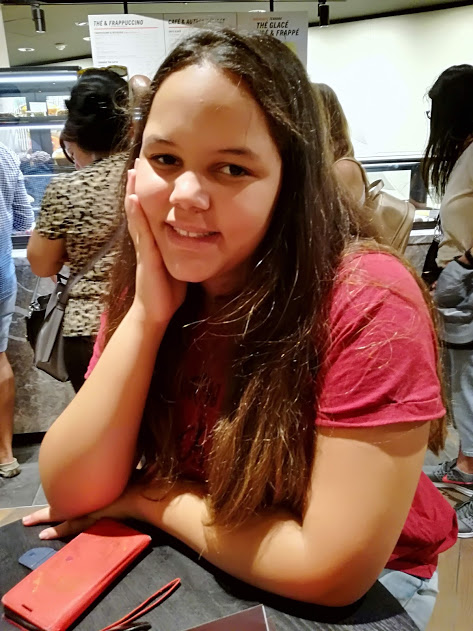
Nina Krivochein

Nina Krivochein (Luziânia, 24 de fevereiro de 2004) é uma escritora brasileira, resenhista e crítica literária. Aluna de Cinema e Audiovisual da Escola Superior Artistíca do Porto,  Neta do crítico Oswaldino Marques, começou a carreira literária aos sete anos ao lançar o livro A Vaca que não gostava do Pasto, pela Editora Vermelho Marinho.
Esteve à frente do Projeto Autores-Mirins de estímulo à leitura e à escrita por sete anos, visitando escolas, bibliotecas e feiras literárias.

## Livros
- A Vaca que não gostava do pasto[2]. Ilustrações de Eliane Raye. Editora Vermelho Marinho, Rio de Janeiro, 2011. Conto.
- A Menina que tinha cães invisíveis[3]. Ilustrações de Atlan Coelho. Editora Faces, Rio de Janeiro (2013). Conto.
- A Senhorita Redundância e o Senhor Pleonasmo[4]. Ilustrações de Atlan Coelho. Chiado Editora, Rio de Janeiro (2015). Conto.
- Filhos de Peixe, (coletânea). Ilustrações de Guigo. Editora Mar de Ideias, Rio de Janeiro (2016). Conto.
- Luna Moon e a guerra entre os reinos, Editora Bambolê, Rio de Janeiro (2019). Romance.

## Projetos
Projeto Autores-Mirins: Projeto que visa despertar nas crianças o interesse pela leitura e principalmente pela escrita, estabelecendo como referência uma criança, uma igual, seja na mesma faixa etária e nível de apreensão cognitiva. Mostrar, tendo como exemplo, um projeto de publicação autoral já realizado que é possível que as crianças também possam criar suas próprias histórias, ler para os amigos e até mesmo transformar em “livro” seu mundo imaginário. 
- Duração do projeto: De 2011 a 2017.

## Prêmios
- Prêmio Fundação Bunge 2018, na área de Letras, tema Infanto-juvenil, categoria Juvenil[5].